# Historia de los Estados Unidos (1991-2008)

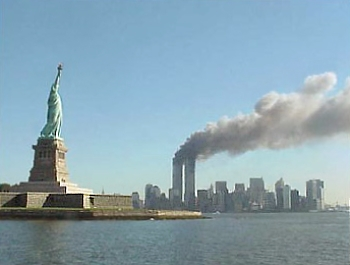
Atentado Del 11 De Septiembre De 2001 A Las Torres Gemelas

La historia de los Estados Unidos de 1991 a 2008 comenzó después de la caída de la Unión Soviética, que marcó el final de la Guerra Fría y dejó a los Estados Unidos sin competencia como la superpotencia dominante del mundo. Los EE. UU. asumieron un papel de liderazgo en la participación militar en Medio Oriente. Expulsaron las fuerzas de invasión iraquíes  de Kuwait, aliado de Medio Oriente de los EE. UU., durante la Guerra del Golfo Pérsico. En el frente doméstico, los demócratas regresaron a la Casa Blanca con la elección de Bill Clinton en 1992. En las elecciones de mitad de período de 1994, los republicanos obtuvieron el control del Congreso por primera vez en 40 años. La disputa entre Clinton y los republicanos en el Congreso resultó inicialmente en un cierre del gobierno federal después de una crisis presupuestaria, pero luego trabajaron juntos para aprobar la reforma de asistencia social, el programa de seguro de salud para niños y un presupuesto equilibrado. Los cargos del escándalo Lewinsky condujeron a la destitución de Clinton en 1998 por la Cámara de Representantes, pero más tarde fue absuelto por el Senado. La economía de EE. UU. creció en el entusiasmo por las industrias de alta tecnología en la década de 1990 hasta que el NASDAQ colapsó al estallar la burbuja de las puntocom y la recesión de principios de la década de 2000 marcó el final del crecimiento económico sostenido.
En 2000, el republicano George W. Bush fue elegido presidente en una de las elecciones más controvertidas y cercanas en la historia de los EE. UU. Al principio de su mandato, su administración aprobó una reforma educativa y un gran recorte fiscal general destinado a estimular la economía. Luego de los ataques del 11 de septiembre de 2001, Estados Unidos se embarcó en la Guerra Global contra el Terrorismo, comenzando con la guerra de 2001 en Afganistán. En 2003 EE. UU. invadió Irakq, que depuso el controvertido régimen de Saddam Hussein pero también resultó en un conflicto prolongado que continuaría a lo largo de la década. Se formó el Departamento de Seguridad Nacional y se aprobó la controvertida Ley Patriota para reforzar los esfuerzos nacionales contra el terrorismo. En 2006, las críticas por el manejo del desastroso huracán Katrina (que sacudió la región de la costa del golfo en 2005), los escándalos políticos y la creciente impopularidad de la guerra de Irak ayudaron a los demócratas a tomar el control del Congreso. Más tarde, Saddam Hussein fue juzgado, acusado de crímenes de guerra y crímenes de lesa humanidad y ejecutado ahorcándolo. En 2007, el presidente Bush ordenó un aumento de tropas en Irak, que finalmente condujo a la reducción de las bajas.

## Globalización y nueva economía

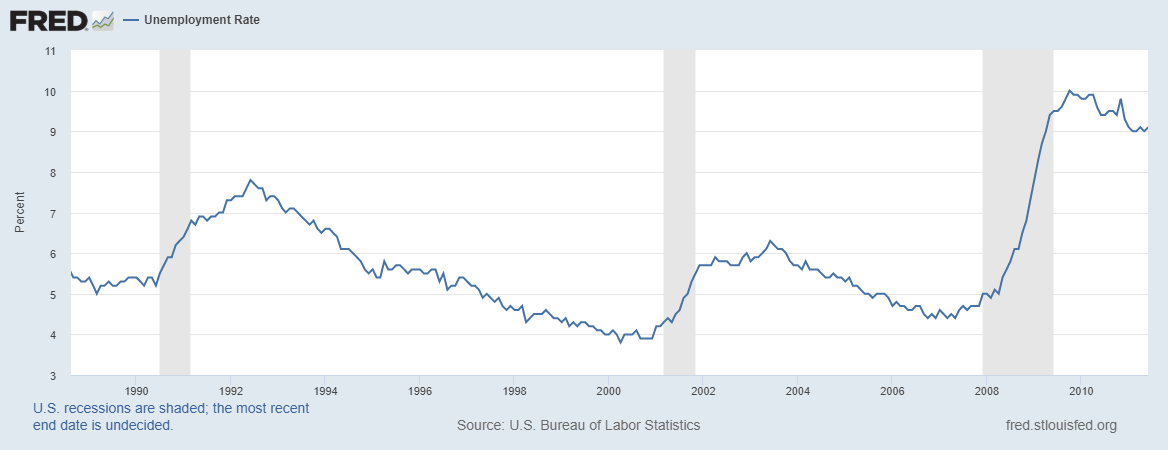
Tasa de desempleo en los Estados Unidos (1988-2011)

Durante la presidencia de Bill Clinton, el discurso político estadounidense se centró principalmente en asuntos internos. Si bien a principios de la década de 1990 la economía estadounidense se sumió en una recesión, comenzó una recuperación que comenzó en 1994 y comenzó a acelerarse gracias a un auge creado por la tecnología. Internet y las tecnologías relacionadas hicieron su primera amplia penetración en la economía, lo que provocó una burbuja impulsada por la tecnología de Wall Street, que el presidente de la Reserva Federal Alan Greenspan describió en 1996 como "exuberancia irracional". En 1998, la economía estaba en auge y el desempleo estaba por debajo del 5%.
 Después de la disolución de la Unión Soviética en 1991, Estados Unidos era la potencia militar dominante en el mundo y Japón, a veces visto como el mayor rival económico de los EE. UU., se vio atrapado en un período de estancamiento. China estaba emergiendo como el competidor comercial más importante de los EE. UU. en más y más áreas. Conflictos localizados como los de Haití y los Balcanes provocaron que el presidente Bill Clinton enviara tropas estadounidenses como personal de mantenimiento de la paz, reviviendo la controversia de la época de la Guerra Fría sobre si el control del resto del mundo era un rol apropiado de los EE. UU. Los radicales islámicos en el extranjero amenazaron enérgicamente los ataques contra Estados Unidos por su presencia militar en Oriente Medio, e incluso organizaron el primer ataque al World Trade Center, un camión bomba en las torres gemelas de Nueva York, en 1993, así como una serie de ataques mortales contra intereses estadounidenses en el exterior.
La inmigración, principalmente de América Latina y Asia, creció durante la década de 1990, sentando las bases para grandes cambios en la composición demográfica de la población de Estados Unidos en las próximas décadas, como los hispanos que reemplazan a los afroamericanos como la minoría más grande. A pesar del escrutinio más estricto en la frontera después de los ataques del 11 de septiembre, casi 8 millones de inmigrantes llegaron a los Estados Unidos desde 2000 hasta 2005, más que en cualquier otro período de cinco años en la historia de la nación. Casi la mitad ingresó ilegalmente.